# Liste der Bodendenkmale in Frankenberg/Sa.
In der Liste der Bodendenkmale in Frankenberg/Sa. sind die Bodendenkmale der Stadt Frankenberg/Sa. und ihrer Ortsteile nach dem Stand der Auflistung von Volkmar Geupel aus dem Jahr 1983 aufgelistet. Eventuelle Änderungen und Ergänzungen, insbesondere aus der Zeit nach der Wende, sind nicht berücksichtigt, da für Sachsen aktuell keine neueren allgemein zugänglichen Bodendenkmallisten vorliegen. Die Baudenkmale sind in der Liste der Kulturdenkmale in Frankenberg/Sa. aufgeführt.
| Denkmal-ID | Fundart            | Ortsteil    | Bezeichnung                             | Zeitstellung | Lage                                                          | Bemerkungen | Bild |
| ---------- | ------------------ | ----------- | --------------------------------------- | ------------ | ------------------------------------------------------------- | --- | ---- |
| ?          | Befestigung > Burg | Sachsenburg | Wehranlage „Schloss“                    | Mittelalter  | südsüdwestlich des Orts auf einem Bergsporn über der Zschopau | Höhenburg in Spornlage, dreieckige Anlage, durch Schloss überbaut, Abschnittsgraben im Nordosten, Schutz seit 16. September 1970        |      |
| ?          | Befestigung        | Sachsenburg | befestigter Kirchhof                    | Mittelalter  | Ortsmitte, auf erhöhtem Gelände                               | ovale Anlage, Umfassungsmauer mit Stützpfeilern, Schutz seit 31. März 1959                                                              |      |
| ?          | Siedlung           | Sachsenburg | Bergbausiedlung „Treppenhauer“, „Wälle“ | Mittelalter  | westsüdwestlich des Orts auf einer Bergkuppe                  | unregelmäßig-runde Siedlung mit umlaufendem Graben, innerhalb und außerhalb Pingen, Schürfgruben und Halden, Schutz seit 21. April 1978 |      |